# Agripa Meneni Lanat (cònsol 439 aC)
Agripa Meneni Lanat (en llatí: Agrippa Menenius T. f. Agr. n. Lanatus) va ser un magistrat romà. Era germà del cònsol Luci Meneni Lanat. Formava part de la gens Menènia, d'origen patrici.
Va ser elegit cònsol l'any 439 aC juntament amb Quint Capitolí Barbat. Van exercir molt poc el govern, ja que es van veure obligats a nomenar un dictador (Luci Quint Cincinnat) per combatre contra Espuri Meli, al que s'acusava de conspiració.
Lanat va ser tribú amb potestat consolar l'any 419 aC i va repetir el càrrec el 417 aC.